# Parafia Trójcy Świętej w Białymstoku
Parafia Trójcy Świętej w Białymstoku – parafia greckokatolicka w Białymstoku.
 Parafia należy do eparchii olsztyńsko-gdańskiej i znajduje się na terenie dekanatu węgorzewskiego.

## Świątynia parafialna
Nabożeństwa odbywają się w dolnym kościele rzymskokatolickim pw. Ducha Świętego.